# Delfina de Signe
Delfina de Signe (ur. w 1283 w Prowansji; zm. 26 listopada 1358) – francuska błogosławiona Kościoła katolickiego.
Została osierocona mając 7 lat, wówczas wstąpiła do opactwa św. Katarzyny Sorps. Mając 16 lat jej mężem został Elzear z Sabran; razem z nim wstąpiła do trzeciego zakonu św. Franciszka. Jej mąż zmarł w dniu 27 września 1323 roku i została wdową. Zmarła mając 75 lat w opinii świętości. Została beatyfikowana przez papieża Innocentego XII w 1694 roku.